# Ranoidea
Ranoidea – rodzaj płazów bezogonowych z podrodziny Pelodryadinae w obrębie rodziny rzekotkowatych (Hylidae).

## Zasięg występowania
Rodzaj obejmuje gatunki występujące w Australii, na Nowej Gwinei, Molukach i Luizjadach.

## Systematyka
Rodzaj zdefiniował w 1838 roku szwajcarski przyrodnik i odkrywca Johann Jakob von Tschudi w publikacji własnego autorstwa poświęconej klasyfikacji płazów bezogonowych z uwzględnieniem zwierząt kopalnych. Gatunkiem typowym jest (oznaczenie monotypowe) australorzekotka złocista (R. aurea).

### Etymologia
- Ranoidea: łac. rana ‘żaba’[17]; gr. ιδεα idea ‘forma, kształt’[18].
- Dryopsophus: gr. δρυς drus, δρυος druos ‘drzewo, zwłaszcza dąb’[19]; ψοφος psophos ‘hałas’[20]. Gatunek typowy (oryginalne oznaczenie): „Hyla citropa Péron” (= Hyla citripoda Péron, 1807 (= Hyla citropa A.M.C. Duméril & Bibron, 1841)).
- Euscelis: gr. ευ eu ‘dobry, ładny, typowy’[21]; σκελις skelis, σκελιδος skelidos ‘udo’[22]. Gatunek typowy (oryginalne oznaczenie): Hyla lesueurii A.M.C. Duméril & Bibron, 1841.
- Polyphone: gr. πολυς polus ‘więcej’[23]; φωνη phōnē ‘głos, dźwięk’[24].
- Chiroleptes (Cheiroleptes): gr. χειρ kheir, χειρος kheiros ‘dłoń, ręka’[25]; λεπτος leptos ‘delikatny, drobny’[26]. Gatunek typowy (oznaczenie monotypowe): Alytes australis J.E. Gray, 1842.
- Pelodryas: gr. πηλος pēlos ‘glina, błoto’[27]; δρυς drus, δρυος druos ‘drzewo, zwłaszcza dąb’[19]. Gatunek typowy (oznaczenie monotypowe): Rana caerulea White, 1790.
- Cyclorana: gr. κυκλος kuklos ‘okrąg’[28] ; łac. rana ‘żaba’[17]. Gatunek typowy (oznaczenie monotypowe): Cyclorana novaehollandiae Steindachner, 1867.
- Phractops: gr. φρακτος phraktos ‘osłonięty, chroniony’, od φρασσω phrassō ‘ogrodzić, otoczyć’[29]; ωψ ōps, ωπος ōpos ‘wygląd, oblicze’[30]. Gatunek typowy (oznaczenie monotypowe): Phractops alutaceus Peters, 1867 (= Cyclorana novaehollandiae Steindachner, 1867).
- Chirodryas: gr. χειρ kheir, χειρος kheiros ‘dłoń, ręka’[25]; δρυς drus, δρυος druos ‘drzewo, zwłaszcza dąb’[19]. Gatunek typowy (oznaczenie monotypowe): Chirodryas raniformis Keferstein, 1867.
- Mitrolysis: gr. μιτρα mitra ‘przepaska na głowę, czapka, nakrycie głowy’[31]; λυσις lusis ‘oddzielenie’[32]. Gatunek typowy (oryginalne oznaczenie): Chiroleptes alboguttatus Günther, 1867.
- Fanchonia: etymologia nieznana, autor nie wyjaśnił znaczenia nazwy rodzajowej[12], być może jakiś eponim. Gatunek typowy (oznaczenie monotypowe): Fanchonia elegans Werner, 1893 (= Rana aurea Lesson, 1829).
- Brendanura: Brenda Coulson, fotografka przyrody; rząd Anura Fischer von Waldheim, 1813[14]. Gatunek typowy (oryginalne oznaczenie): Chiroleptes alboguttatus Günther, 1867.
- Mosleyia: John Geoffrey „Geoff” Mosley (ur. 1931), dyrektor wykonawczy Australian Conservation Foundation w latach 1973–1986[15]. Gatunek typowy (oryginalne oznaczenie): Hyla nannotis Andersson, 1916.
- Neophractops: gr. νεος neos „nowy”; rodzaj Phractops Peters, 1867[15]. Gatunek typowy (oryginalne oznaczenie): Chiroleptes platycephalus Günther, 1873.

### Podział systematyczny
Do rodzaju należą następujące gatunki:

- „Ranoidea papua” (Van Kampen, 1909)
- Ranoidea alboguttata (Günther, 1867)
- Ranoidea andiirrmalin (McDonald, 1997)
- Ranoidea aruensis (Horst, 1883)
- Ranoidea auae (Menzies & Tyler, 2004)
- Ranoidea aurea (Lesson, 1829) – australorzekotka złocista[33]
- Ranoidea australis (Gray, 1842)
- Ranoidea barringtonensis (Copland, 1957)
- Ranoidea bella (McDonald, Rowley, Richards & Frankham, 2016)
- Ranoidea booroolongensis (Moore, 1961)
- Ranoidea brevipes (Peters, 1871) – wodosytka krótkonoga[33]
- Ranoidea brongersmai (Loveridge, 1945)
- Ranoidea caerulea (White, 1790) – australorzekotka szmaragdowa[33]
- Ranoidea callista (Kraus, 2013)
- Ranoidea cavernicola (Tyler & Davies, 1979)
- Ranoidea chloris (Boulenger, 1892)
- Ranoidea citropa (Péron, 1807) – australorzekotka błękitnogórska[33]
- Ranoidea cryptotis (Tyler & Martin, 1977)
- Ranoidea cultripes (Parker, 1940)
- Ranoidea cyclorhynchus (Boulenger, 1882)
- Ranoidea dahlii (Boulenger, 1896)
- Ranoidea daviesae (Mahony, Knowles, Foster & Donnellan, 2001)
- Ranoidea dayi (Günther, 1897) – siatkopowiek australijski[33]
- Ranoidea elkeae (Günther & Richards, 2000)
- Ranoidea eschata (Kraus & Allison, 2009)
- Ranoidea eucnemis (Lönnberg, 1900)
- Ranoidea exophthalmia (Tyler, Davies & Aplin, 1986)
- Ranoidea fuscula (Oliver & Richards, 2007)
- Ranoidea genimaculata (Horst, 1883)
- Ranoidea gilleni (Spencer, 1896)
- Ranoidea gracilenta (Peters, 1869) – australorzekotka delikatna[33]
- Ranoidea impura (Peters & Doria, 1878)
- Ranoidea insularis (Richards & Oliver, 2022)
- Ranoidea jungguy (Donnellan & Mahony, 2004)
- Ranoidea kroombitensis (Hoskin, Hines, Meyer, Clarke & Cunningham, 2013)
- Ranoidea kumae (Menzies & Tyler, 2004)
- Ranoidea lesueuri (Duméril & Bibron, 1841)
- Ranoidea longipes (Tyler & Martin, 1977)
- Ranoidea lorica (Davies & McDonald, 1979)
- Ranoidea lutea (Boulenger, 1887)
- Ranoidea macki (Richards, 2001)
- Ranoidea maculosa (Tyler & Martin, 1977)
- Ranoidea maini (Tyler & Martin, 1977)
- Ranoidea manya (Van Beurden & McDonald, 1980)
- Ranoidea mira (Oliver, Rittmeyer, Torkkola, Dahl, Donnellan & Richards, 2021)
- Ranoidea moorei (Copland, 1957)
- Ranoidea myola (Hoskin, 2007)
- Ranoidea nannotis (Andersson, 1916)
- Ranoidea napaea (Tyler, 1968)
- Ranoidea novaehollandiae (Steindachner, 1867)
- Ranoidea nudidigita (Copland, 1963)
- Ranoidea nyakalensis (Liem, 1974)
- Ranoidea occidentalis (Anstis, Price, Roberts, Catalano, Hines, Doughty & Donnellan, 2016)
- Ranoidea pearsoniana (Copland, 1961)
- Ranoidea phyllochroa (Günther, 1863) – rzekotka zielonoliściowa
- Ranoidea piperata (Tyler & Davies, 1985)
- Ranoidea platycephala (Günther, 1873) – wodosytka płaskogłowa[33]
- Ranoidea raniformis (Keferstein, 1867) – australorzekotka różnobarwna[33]
- Ranoidea rara (Günther & Richards, 2005)
- Ranoidea rheocola (Liem, 1974)
- Ranoidea robinsonae (Oliver, Stuart-Fox & Richards, 2008)
- Ranoidea rueppelli (Boettger, 1895)
- Ranoidea serrata (Andersson, 1916)
- Ranoidea spenceri (Dubois, 1984)
- Ranoidea spinifera (Tyler, 1968)
- Ranoidea splendida (Tyler, Davies & Martin, 1977)
- Ranoidea subglandulosa (Tyler & Anstis, 1983)
- Ranoidea thesaurensis (Peters, 1877)
- Ranoidea vagitus (Tyler, Davies & Martin, 1981)
- Ranoidea verrucosa (Tyler & Martin, 1977)
- Ranoidea wilcoxii (Günther, 1864)
- Ranoidea xanthomera (Davies, McDonald & Adams, 1986)